# Ousmane Thiané Sar
Pour les articles homonymes, voir Sarr.
Ousmane Thiané Sar , né le 30 novembre 1919 à Guet Ndar – un quartier de Saint-Louis au Sénégal – et mort le 12 novembre 1953, est un enseignant sénégalais, l'un des pionniers du scoutisme en Afrique de l'Ouest. Il est connu sous son totem scout « Sanglier zélé ».

## Hommages
En 1995, la République du Sénégal lui dédie la Semaine nationale de la jeunesse et de la culture.

En 2013, l'avenue Lamothe de Guet Ndar est rebaptisée « Ousmane Thiané Sar ».